# 2e régiment de zouaves
Pour les articles homonymes, voir 2e régiment.
 (janvier 2024).
Le 2e régiment de zouaves est un régiment d'infanterie français, de l'armée d'Afrique, constitué sous le Second Empire en Algérie française, ayant existé entre 1852 et 1962.
Issu du vieux corps de zouaves de la conquête, qui s'illustra, avec éclat, à Médéa, Constantine, Miliana, l'Isly, le 2e régiment est créé en 1852 et affecté à la province d'Oran. Il participe à la campagne de Crimée.

## Création et différentes dénominations
- 1830 : création du Corps des zouaves, à Alger
- 1852 : création du 2e régiment de zouaves
- 1962 : dissolution

## Chefs de corps
- -1853 : colonel Vinoy
- 1853-1855 : colonel Cler
- 1855-1858 : colonel Saurin
- 1858-1861 : colonel Tixier
- 1861-1865 : colonel Gambier
- 1865-1870 : colonel Lefèbvre
- Juin 1870- septembre 1876 : colonel Détrie
- 19/11/1870 - 25/11/1870 : colonel Logerot
- 28/07/1908-10/10/1910 : colonel Dalbiez
- 10/10/1910-22/08/1914 : lieutenant-colonel Trousselle George Alfred René (mort pour la France)
- 1916-1917 : lieutenant-colonel Bonnery
- 1917-1918 : lieutenant-colonel de Metz
- 1922-1928 : lieutenant-colonel Lescanne[1]
- 1931-1932 : colonel Leroy

## Historique des garnisons, campagnes et batailles du2ezouaves

### Monarchie de Juillet
- 1830-1835 : Algérie
- 1881-1882 : Tunisie
- 1907-1914 : Maroc

1855 : création d'un régiment de zouaves de la Garde Impériale.

### Second Empire
- 1854-1856 : Crimée
  - 18 juin 1855 : 1re attaque de Malakoff.
- 1856 : retour en Algérie.
- 1857 : expédition de Kabylie.

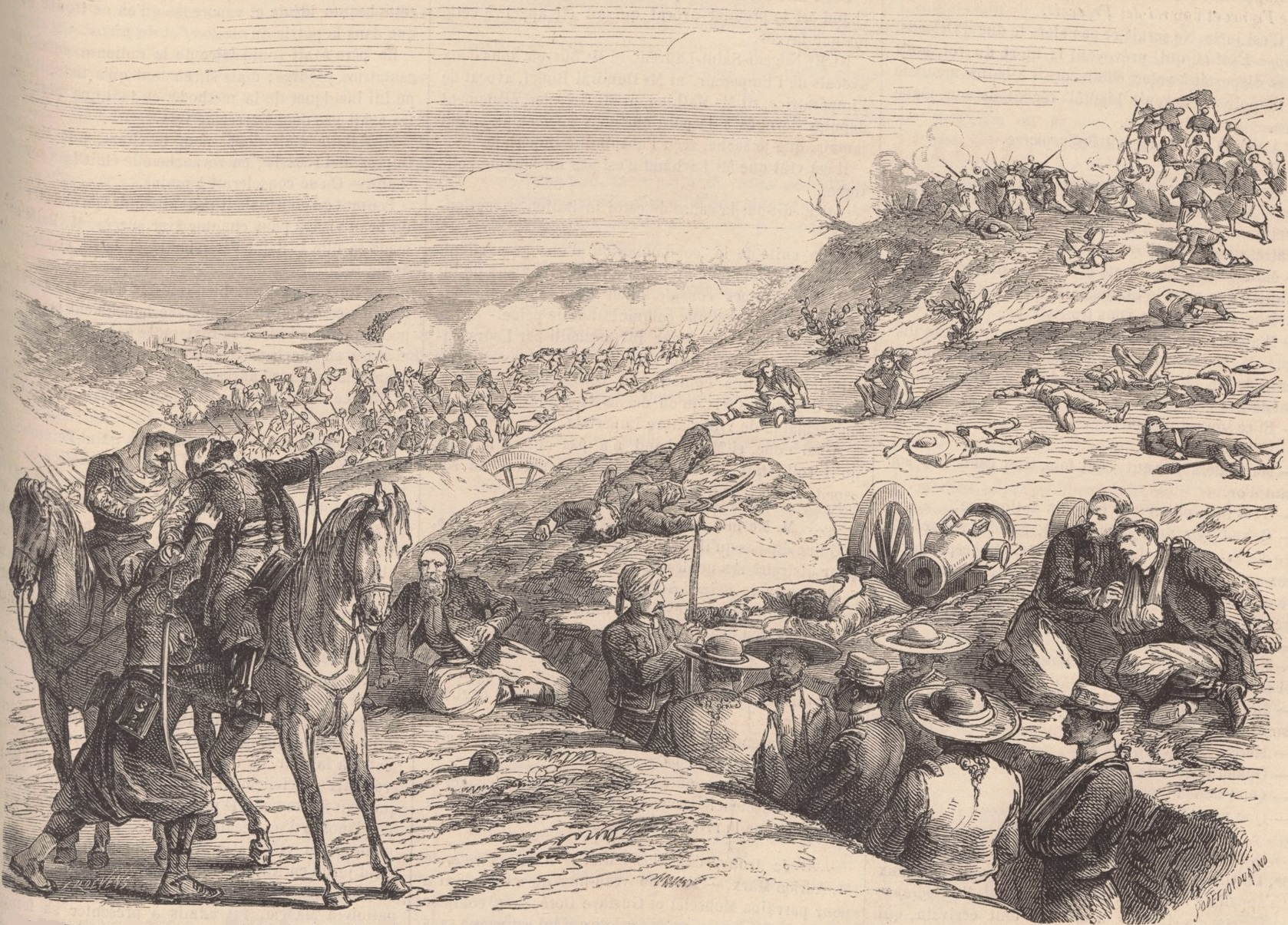
Expédition du Mexique (Rencontre de Cerro-Majama): Le 2e zouave défait les forces réunies de Juarez, Negrete, Doblado et Patoni (Le Monde Illustré, nº 398, 1864.).

- 1859 : La guerre paraissant inévitable avec l'Autriche, un décret du 14 mars 1859 organisa les régiments de zouaves à 3 bataillons de guerre à 6 compagnies et un dépôt formé avec les 7e, 8e et 9e compagnies de chaque bataillon. Ainsi 3 bataillons partent en Italie :
  - bataille de Magenta. Le régiment est décoré de la Légion d'honneur, elle lui fut attribuée le 4 juin 1859 [2],[3]. pour la prise du drapeau du 9e RI autrichien. Une toile de Georges Louis Hyon, Le drapeau du 2e régiment de zouaves décoré à Magenta par le Général de Mac Mahon, est conservée au Musée Crozatier au Puy-en-Velay[4].
  - 24 juin 1859 : le régiment prend San Casiano (Solférino) retour en août.
- 1860 : expédition en Kabylie.
- 1861-1865 : Mexique : 2 bataillons combattent au Mexique. retour en mars 1865.
- 1864-1867 : Algérie

### Guerre de 1870
Des régiments de marche sont formés par les 3 premiers régiments. Ils entrent dans la composition du 1er corps d’armée sous les ordres du maréchal Mac Mahon
- 1er zouaves : 1re division (général Ducrot)
- 2e zouaves : 3e division (général Raoult)
- 3e zouaves : 4e division (général de Lartigue)
- Le 4 août 1870 : bataille de Wissembourg (1870)
- Le 6 août 1870 : bataille de Frœschwiller-Wœrth

La 1re division est échelonnée sur l'aile gauche vers Frœschwiller jusqu'à la forêt de Langensoultzbach. À 9 heures, les hommes du 2e zouaves sont écrasés par l'artillerie prussienne.
- Une partie du régiment sera assiégé à Bitche

### Troisième République
- 1872 le 2e zouaves à Oran, avec les restes du 2e régiment de marche et 9 compagnies du 4e zouaves de marche.
- Nombreuses actions en Kabylie (1, 2 et 4e) et Constantinois (3e).
- 1881-1885 opérations dans le Sud Oranais (2e) et Sud Algérois (4e).
- 1900-1901 Chine, révolte des Boxers : régiment de marche de zouaves composé du 4e bataillon du 2e zouaves et d'un bataillon mixte (1er régiment de zouaves et 4e régiment de zouaves)
- 1901 : colonne de Béchar et Beni Abbes (2e zouaves)
- 1903 : action du 2e zouaves sur Berguent (Maroc)
- 1907 : occupations d'Oudjda par les 1er et 4e bataillons du 2e zouaves et le 3e bataillon du 4e zouaves. Opérations contre les Beni Snassen par les mêmes bataillons renforcés par les deux autres bataillons du 2e zouaves. En août, deux sections de mitrailleuses du 2e zouaves participèrent au corps expéditionnaire chargé de réprimer la révolte de Casablanca.

### Première Guerre mondiale

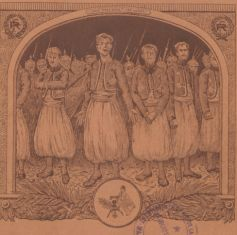
Première page de l'historique du 2e Zouave (2 août 1914 -- 11 novembre 1918), crédit BNF,

2e régiment de marche de zouaves
- 1914-1918 : France.
- Le régiment de marche du 2e zouaves constitué à Sathonay-Camp appartient à la 37e division d'Afrique avec un 1er bataillon parti d'Oran et les 5e et 11e, sous le commandement du colonel Godchot.

2e bis régiment de marche de zouaves
- 3 régiments de marche de zouaves, rattachés à la 45e division d'infanterie d'Afrique, furent constitués au Maroc à partir de bataillons de réserves des 1er, 2e et 3e Zouaves. Ils furent appelés 1er, 2e et 3e régiment de zouaves. Ces dénominations faisant doublons avec les numéros avec les régiments de marche des 1er, 2e et 3e zouaves des 37e et 38e division d'infanterie, cela posa des problèmes d'identification car ils portaient le même nom et les mêmes numéros. Afin de les différencier sans perte de dénomination les 3 nouveaux régiments furent appelés 6e régiment de marche de zouaves, 2e bis régiment de zouaves et 3e bis régiment de zouaves[5],[6]

#### 1914

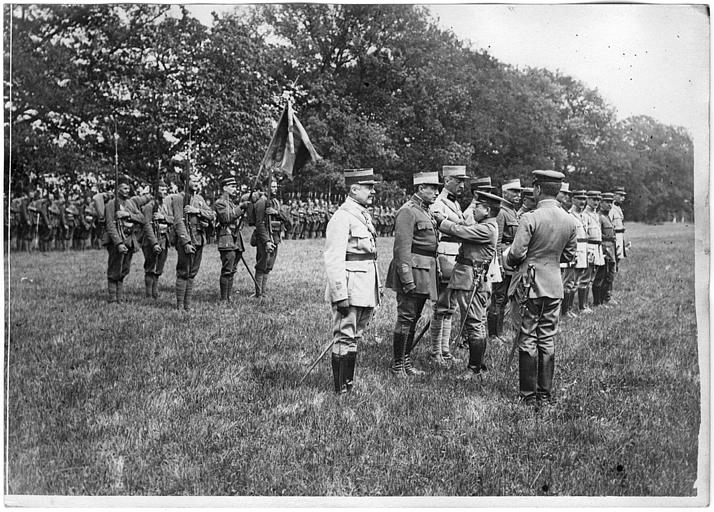
Le colonel japonais Nagaï passe en revue le régiment au château de Montmort.

2e régiment (de marche) de zouaves
Le 22 août le régiment se bat sur la Sambre, à Auvelais. En septembre, il ne jouera pas un rôle très important pendant la bataille de la Marne, mais progresse ensuite sur les pas de l'ennemi et atteint Montmirail le 10 septembre. Il est ensuite transporté vers Compiègne et reçoit Noyon comme objectif, qu'il ne parvient pas à prendre. Le 17 septembre 1914, il se bat à Cuts, et Carlepont. Le 23 septembre les zouaves attaquent vers Nampcel.
2e bis régiment (de marche) de zouaves
Lors de la bataille de l'Ourcq, le 8 septembre 1914, le 2e bis régiment de zouaves finit par emporter à la baïonnette  le village  Étrépilly âprement défendu par les Allemands.

#### 1915
2e régiment (de marche) de zouaves
Pendant les mois qui suivent, le 2e zouaves occupera le secteur de Quennevières et du bois Saint-Mard. Les combats du 6 au 16 juin vaudront à ses 1er et 11e bataillons une citation à l'ordre de l'armée. Le régiment sera relevé le 8 juillet 1915 ayant perdu dans le triangle formé par Tracy-le-Mont, le bois Saint-Mard et Quennevières un millier d'hommes et 1 500 blessés. Du 25 septembre-6 octobre il participe à la seconde bataille de Champagne et il recevra sa première citation à l'ordre de l'armée après s'être emparé, le 25 septembre, de trois lignes de tranchées et du bois Volant, perdant24 officiers et 1 100 hommes.

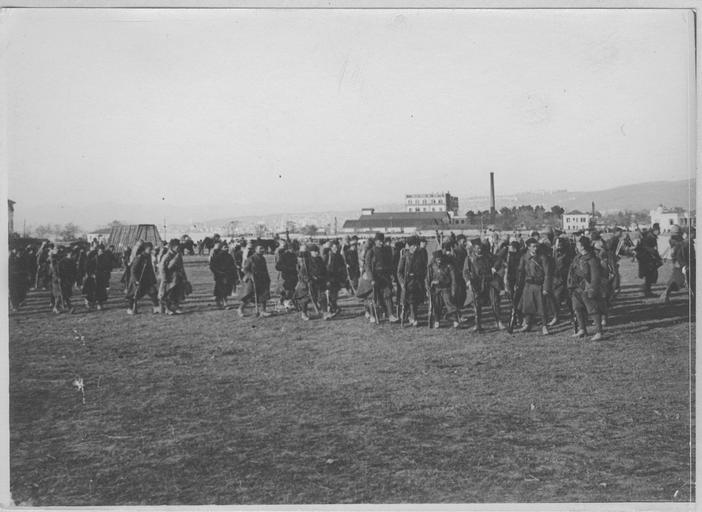
Arrivée du 2e bis régiment de zouaves sur le camp d'aviation de Salonique (18 novembre 1915)

2e bis régiment (de marche) de zouaves
Le 5 novembre 1915, il est enlevé en chemin de fer. Les 7 et 9 novembre, il est embarqué à bord du « Lutétia » et du « Burdigala ». En route, nous apprenons que le Régiment doit débarquer à Salonique.

#### 1916
2e régiment (de marche) de zouaves

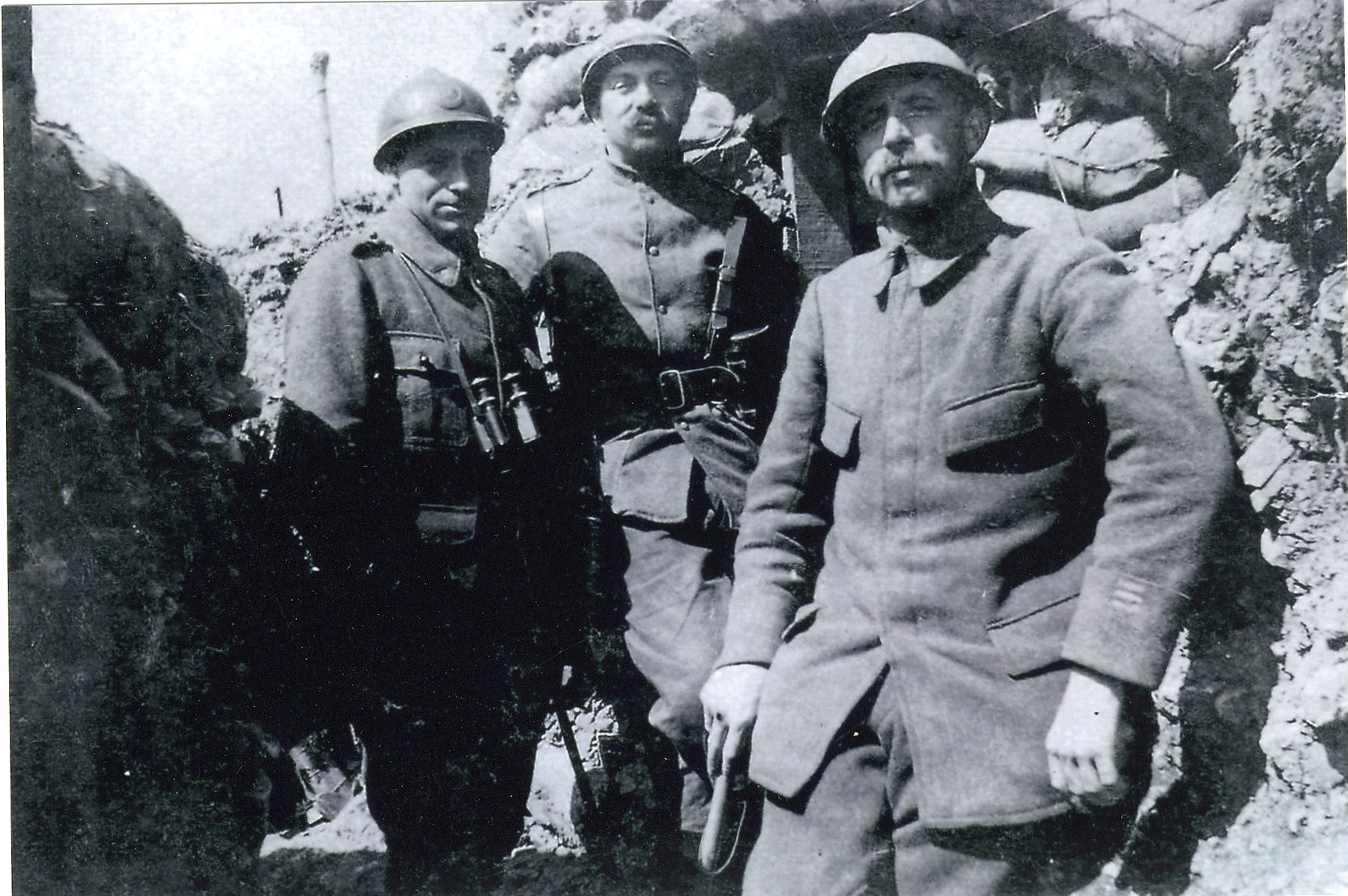
Officiers du 2e zouaves au Fort de Vaux en juin 1916.

Le 15 février 1916, le régiment se rapproche de Verdun, va s'engager, au lendemain de l'attaque, derrière la 72e division : bois des Fosses, Beaumont, Vacherauville, bois de la Wavrille. Le régiment, en trois jours a perdu 31 officiers et 1100 hommes. Sur la rive gauche de la Meuse, il va, en avril, pendant plus d'un mois, défendre le plateau des Rieux qui domine Avocourt. En mai 1916, en avant de la forêt de Hesse, le régiment perd 400 hommes. Le 5 juin 1916, les Allemands s'emparent du fort de Vaux. Pour rétablir la situation, le général Nivelle forme une brigade provisoire avec le 2e régiment de zouaves et le régiment d'infanterie coloniale du Maroc qu'il considère comme « les deux plus beaux régiments de France ». Dix jours de combats terribles se déroulent. Les zouaves sont relevés le 17 juin après avoir perdu 900 hommes. Le 14 juillet, la division au repos en Argonne est de nouveau appelée pour attaquer la crête qui relie Thiaumont à Fleury. Le 15, elle brise la résistance ennemie. Pour cette action, le 5e bataillon est cité à l'ordre de la IIe armée. En décembre 1916, le 2e zouaves, sous le commandement du lieutenant-colonel Bonnery, est engagé dans le secteur de Douaumont, dont le fort a été repris en octobre. Attaques et contre-attaques se succèdent. Le régiment obtient sa deuxième citation et la fourragère.
2e bis régiment (de marche) de zouaves
Vers la mi-février, le Régiment est chargé de l'organisation du secteur sud du front du Vardar. Le 24 septembre, le régiment est dirigé sur Florina et, après un combat d’avant-garde, rejette les Bulgares du village d’Armehor. Il fait partie du détachement franco-russe. Dès le 30 octobre, le régiment est engagé dans le secteur de Kenali et prend part, à fond, à la bataille de la boucle de la Cerna.

#### 1917
2e régiment (de marche) de zouaves
En avril 1917, le régiment passe sous le commandement du lieutenant-colonel de Metz et combat au Godât, à Bezonvaux, à la cote 344 le 25 novembre 1917 où il est cité à l'ordre de la 37e division.
2e bis régiment (de marche) de zouaves
Au cours des derniers mois de 1916 et des premiers mois de 1917, le régiment organise la ligne de défense de Sakuliva. Le 31 juillet 1917, le 2e bis est dirigé par voie ferrée sur Bohémica. Le lieutenant-colonel Boré-Verrier remplace le lieutenant-colonel Lafite. Du 7 août au 17 octobre 1917, le régiment occupe le secteur de Lioumitza du Sud et est utilisé à des travaux d'assainissement.

#### 1918
2e régiment (de marche) de zouaves
En 1918, les Zouaves sont en Lorraine, à Nomény le 23 mars 1918, à Villers-Bretonneux puis à Moreuil du 8 au 10 août 1918 où le régiment conquiert une troisième palme qui le qualifie de « Véritable régiment d'avant-garde ». Il progressera dans la région Noyon-Chauny-Tergnier du 28 août au 7 septembre et obtiendra une quatrième citation qui le qualifie cette fois de « régiment d'élite ». À Le Hérie-la-Viéville et Hirson, du 28 octobre au 11 novembre, le régiment obtient une cinquième citation : « Magnifique régiment qui s'est couvert de gloire au cours de la campagne ». Cette même année, le régiment est cité une nouvelle fois à l'Ordre de l'armée par le général Debeney : « Magnifique régiment qui s'est couvert de gloire au cours de la campagne, notamment à Verdun. Réengagé le 27 octobre 1918 sous le commandement du lieutenant-colonel de Metz, peu après de brillantes opérations qui lui valaient une citation à l'ordre de l'armée, a fait preuve de remarquables qualités de ténacité dans l'attaque de la forte position de Le Hérie-la-Viéville. S'est élancé ensuite à la poursuite avec une apreté et une ardeur exceptionnelles, empêchant l'ennemi de se rétablir avant Hirson et d'opérer la destruction des ponts de la ville, capturant un matériel important et cinq trains de chemin de fer prêts à partir ».
2e bis régiment (de marche) de zouaves
Le 3 avril 1918, il passe au secteur des Crêtes-Rocheuses. Le 1er juillet, il est transporté à Salonique. Le but assigné par le nouveau Commandant de l'armée, le général Franchet d’Esperey, est de rompre le front de Macédoine et de pousser vers le Danube pour abattre l'Autriche, libérer les Roumains et mettre fin à la coalition. Le 6 septembre 1918, le 2e bis Régiment de Zouaves est mis à la disposition du XIIe Corps d'armée britannique. Il gagne par étapes la région de Kilindir où il est en réserve. Le 18, se déclenche l'attaque des positions bulgares sur Doiran. Doiran est enlevé mais l'attaque ne progresse plus. Le 19, l'attaque est reprise par le 2e bis régiment de Zouaves, elle échoue encore.
Le 30 septembre est communiquée aux troupes la cessation des hostilités avec la Bulgarie. Le régiment se porte à Hudovo où il apprend l'ordre de sa dissolution. Le 23 octobre a lieu la dernière revue du régiment passée par le lieutenant-colonel Boré-Verrier qui, en faisant ses adieux, retrace en termes émouvants les glorieux combats auxquels le régiment a pris part depuis la bataille de la Marne.

### Entre-deux-guerres
Après la Première Guerre mondiale, le 2e zouaves est à Oujda, Fez et Marrakech.
1928 : Oran (caserne de Château Neuf), Nemours et Castelnaudary.

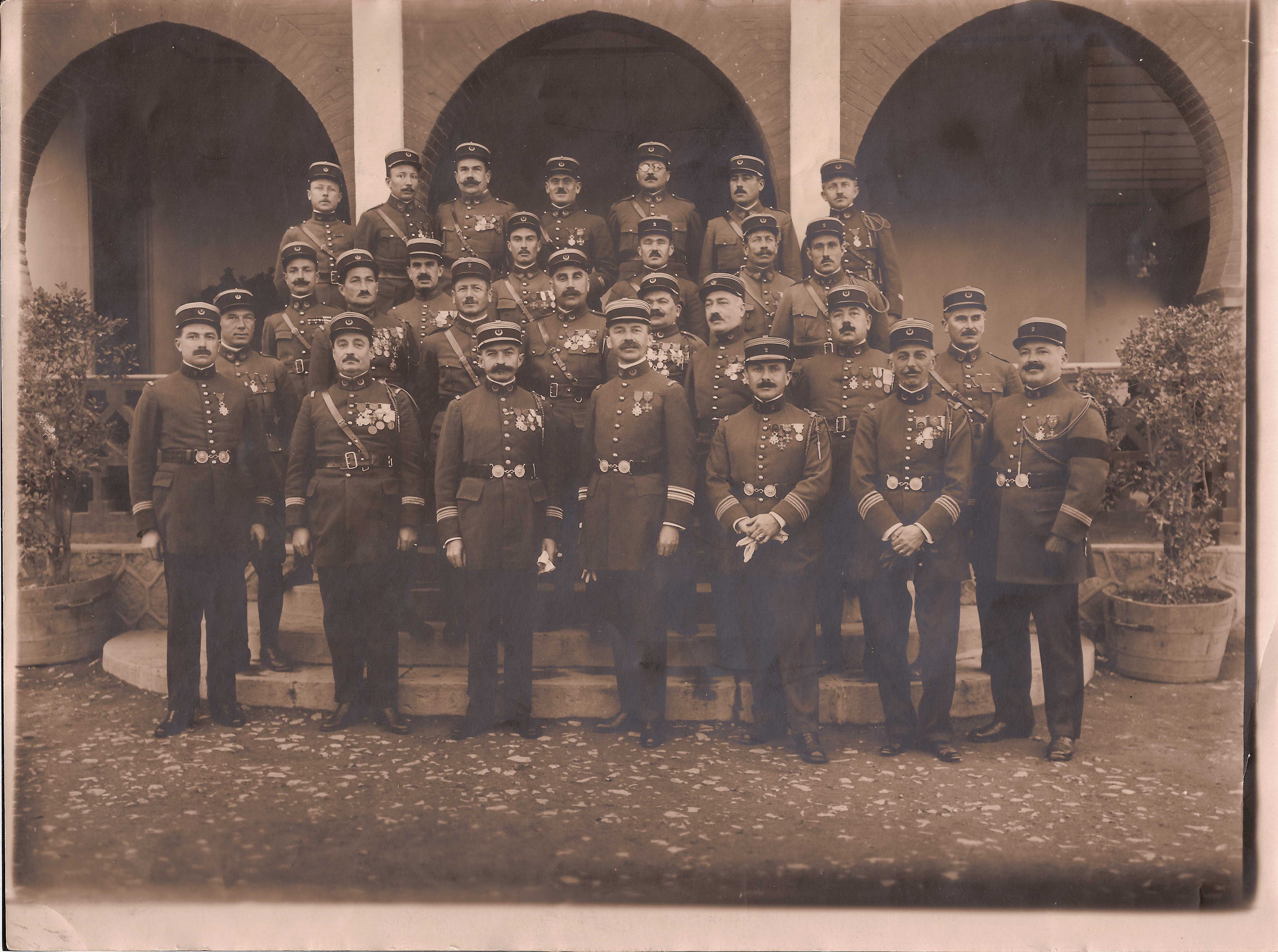
Les officiers du 2e régiment de zouave - Oujda - Janvier 1928

1931-1932 : Oudjda

### Seconde Guerre mondiale
Alors que la plupart des régiments de zouaves combattent en métropole et entrent dans la formation de divisions d'infanterie nord-africaines ou divisions d'infanterie d'Afrique, le 2e Zouaves est envoyé au Liban en septembre 1939 pour s'intégrer aux troupes françaises de Syrie. Le régiment est dissous en novembre 1940.
1944-1945 : après avoir subi en Algérie de profondes transformations, reçu du matériel moderne, les 1er 2e et 3e (bataillons de marche 1, 2 et 3) entrent dans la composition de la 1re division blindée. Débarqué le 15 août 1944 à Saint-Tropez, le régiment remonte des rives de la Méditerranée jusqu'au cœur de l'Allemagne, sur le bord du Danube et aux pieds des Alpes bavaroises et autrichiennes.

### Depuis 1945
- 1946, le régiment regagne sa garnison d'AFN.
- À partir de 1954, il assure le maintien de l’ordre pendant la guerre d'Algérie.
- Au cessez-le-feu du 19 mai 1962 en Algérie, le 2e régiment de zouaves participe à la création, avec 91 autres régiments, des 114 unités de la Force Locale prévues aux accords d'Evian du 18 mars 1962. Cette Force devait être au service de l'exécutif provisoire algérien, pendant la période transitoire et jusqu'à l'indépendance de l'Algérie. Au sein de cette Force, Le 2e régiment de zouaves devient la 501e UFL-UFO composé de 10 % de militaires métropolitains et de 90 % de militaires musulman. Cette unité est basée à la ferme du Krouf.
- 1962 : dissolution du régiment.

## Inscriptions portées sur le drapeau du régiment
Il porte, cousues en lettres d'or dans ses plis, les inscriptions suivantes :
- Laghouat 1852
- Sébastopol 1854-1855
- Magenta 1859
- Puebla 1863
- Extrême-Orient 1884-1885
- Maroc 1907–1912
- Champagne 1915
- Verdun 1916-Noyon 1918
- Vosges 1944

## Décorations
La Fourragère aux couleurs du ruban de la Médaille militaire lui est attribuée le 15 octobre 1918.
Sa cravate est décorée de la Légion d'honneur. Elle lui fut attribuée le 20 juin 1859 pour la prise du drapeau du 9e R.I. autrichien à la bataille de Magenta (fait d'armes réalisé par l'adjudant Savien et le zouave Daurière). Il est également décoré de la Croix de Guerre 1914-1918 (5 palmes 1 étoile d'Argent), de la Croix de guerre 1939-1945 (2 palmes), du Mérite Militaire Chérifien puis de la Médaille d'or de la ville de Milan.

### Citations à l'ordre de l'armée
« Le général commandant la IVe armée, cite à l'ordre de l'armée le 2e régiment de marche de zouaves : aux ordres successifs du lieutenant-colonel Decherf et du chef de bataillon de Saint-Maurice a préparé par un travail acharné son offensive de Champagne. S'est emparé le 25 septembre 1915, avec un élan que n'a pu briser le feu meurtrier des mitrailleuses, de trois lignes de tranchées et d'un bois fortement organisé. A poussé, le 26, une nouvelle attaque en prenant à l'ennemi quatre canons et un important matériel ; il est resté en ligne jusqu'au 1er octobre sous un feu dur d'artillerie lourde, organisant énergiquement et solidement le terrain conquis. »

— Gouraud, Extrait de l'ordre général no 477 du 28 janvier 1916.

« Le général commandant la IIe armée, cite à l'ordre de l'armée le 2e régiment de marche de zouaves : le 15 décembre 1916, sous le commandement du lieutenant-colonel Bonnery, s'est élancé à l'assaut avec la plus belle ardeur, malgré les difficultés du terrain, et un violent bombardement. Surmontant les résistances de l'ennemi, a atteint à l'heure fixée, après une marche de plus de trois kilomètres l'objectif qui lui était assigné ; s'y est maintenu malgré de violents contre-attaques ; a fait de nombreux prisonniers, capturant dix canons et un matériel de guerre considérable. »

— Guillaumat, Extrait de l'ordre général no 573 du 5 janvier 1917.

« Le général commandant la Ire armée, cite à l'ordre du jour de l'armée le 2e régiment de marche de zouaves : sous les ordres du lieutenant-colonel de Metz, a effectué en trois jours de combats et de brillantes manœuvres, du 8 au 10 août 1918, une progression de vingt-deux kilomètres dans les lignes ennemies. Véritable régiment d'avant-garde, a poussé le 10 août au-delà de ses objectifs pour occuper des points dominants et faciliter ainsi aux régiments voisins le passage de l'Avre. A capturé dans ces trois journées dix-neuf canons, dix-neuf mitrailleuses et plusieurs centaines de prisonniers. »

— Debeney, Extrait de l'ordre général no 137 du 30 septembre 1918.

« Le général commandant la IIIe armée cite à l'ordre de l'armée le 2e régiment de marche de zouaves : régiment d'élite ; sous le commandement éclairé et froidement résolu de son chef de corps, le lieutenant-colonel de Metz, a franchi de vive force, le 28 août 1918, le canal du Nord aux portes même d'une ville importante que sa brillante manœuvre du lendemain devait faire tomber. Le 29 août 1918, a emporté d'assaut un piton âprement défendu, escaladant les pentes sous un feu violent d'artillerie et de mitrailleuses. Les 5, 6 et 7 septembre 1918, a toujours devancé l'heure de l'attaque, menant avec fougue la poursuite de l'ennemi à qui sa vitesse en imposait ; est demeuré trois jours en avant-garde à 4 000 mètres au-delà de toute liaison latérale, obligé la nuit venue de faire face dans toutes les directions. Par son acharnement, par son audace, a empêché l'ennemi de se raccrocher aux lignes prévues dans ses ordres et a précipité le mouvement de retraite jusqu'aux inondations de la ligne Siegfried. A fait des prisonniers de trois régiments différents. »

— Humbert, Extrait de l'ordre général no 548 du 13 octobre 1918.

« Le général commandant la Ire armée cite à l'ordre de l'armée le 2e régiment de marche de zouaves : magnifique régiment qui s'est couvert de gloire au cours de la campagne, notamment à Verdun. Réengagé le 27 octobre 1918 sous le commandement du lieutenant-colonel de Metz, peu après de brillantes opérations qui lui valaient une citation à l'ordre de l'armée, a fait preuve de remarquables qualités de ténacité dans l'attaque de la forte position de Le Hérie-la-Viéville ; s'est élancé ensuite à la poursuite avec une âpreté et une ardeur exceptionnelles, empêchant l'ennemi de se rétablir avant Hirson et d'opérer la destruction des ponts de la ville, capturant un matériel important de cinq trains de chemins de fer prêts à partir. »

— Debeney, Extrait de l'ordre général no 236 du 8 février 1918.

### Citation à l'ordre de la division
« Le général commandant la 37e division cite à l'ordre de la division le 2e régiment de marche de zouaves : régiment animé du plus bel enthousiasme et de la foi patriotique la plus profonde. Le 25 novembre 1917, sous les ordres du lieutenant-colonel de Metz, après avoir été soumis pendant plusieurs heures au violent bombardement de l'artillerie ennemie, est sorti d'un superbe élan de ses tranchées et, malgré les plus grandes difficultés, a conquis tous ses objectifs, mettant l'ennemi en fuite en lui enlevant des prisonniers et du matériel. »

— Garnier-Duplessis, Extrait de l'ordre général no 286 du 2 janvier 1918.

## Devise
Magenta — d'après la participation du 2e régiment de zouaves à la Bataille de Magenta

## Marche du2ezouaves
Comme pour tous leurs camarades des autres régiments de zouaves, les zouzous du « 2 » ont pour chant de tradition « Pan Pan l'arbi ! ». Notons que les zouaves, d’après 1945, entonnent aussi Le Chant des Africains.

## Personnalités notables ayant servi au2eRZ
- Émile Benveniste (1902-1976), linguiste et sémioticien, en service militaire de 1926 à 1927.
- Félix Coiffé (1833-1908), général de division, grand-croix de la Légion d'honneur. Officier au 2e RZ au sein duquel il sert entre 1855 et 1879 et avec lequel il participe à la pacification de l'Algérie et à la guerre franco-allemande de 1870.
- Louis Herson (1843-1916), général de division français, grand-croix de la Légion d'honneur. Officier au 2e RZ au sein duquel il sert pratiquement sans interruption entre 1865 et 1890 et avec lequel il participe à la pacification de l'Algérie et à la guerre franco-allemande de 1870.
- Général Marie Théodule Leschères (1836-1906), alors chef de bataillon[10]
- Léon Henri Pasquier (1877 - 1937), Général, Grand-Officier de la Légion d'honneur, Officier au 2e RZ en 1916
- Lucien Limanton (1919-1954), Compagnon de la Libération.
- Henri Muller (1900-1944), résistant français, Compagnon de la Libération.
- Pierre Poletti (1894-1971), résistant français, Compagnon de la Libération.
- Raymond Queneau (1903-1976), romancier, poète, dramaturge français, en service militaire de 1925 à 1927.
- Michel Vieuchange (1904-1930), écrivain et aventurier, en service militaire de 1926 à 1927.